# 寿州
寿州（壽州、じゅしゅう）は、中国にかつて存在した州。隋代から民国初年にかけて、現在の安徽省淮南市一帯に設置された。

## 魏晋南北朝時代
東晋のときに僑置された豫州を前身とする。南北朝時代になると南北両朝の支配権が頻繁に入れ替わり、北魏により揚州、南朝梁により南豫州、東魏により揚州、南朝陳により豫州、北周により揚州と頻繁に改称された。

## 隋代
隋初には、揚州は6郡9県を管轄した。589年（開皇9年）、揚州は寿州と改称された。607年（大業3年）に州が廃止されて郡が置かれると、寿州は淮南郡と改称され、下部に5県を管轄した。隋代の行政区分に関しては下表を参照。
| 隋代の行政区画変遷 | 隋代の行政区画変遷 | 隋代の行政区画変遷 | 隋代の行政区画変遷 | 隋代の行政区画変遷 | 隋代の行政区画変遷   | 隋代の行政区画変遷 | 隋代の行政区画変遷 | 隋代の行政区画変遷 | 隋代の行政区画変遷                 | 隋代の行政区画変遷 |
| 区分               | 開皇元年           | 開皇元年           | 開皇元年           | 開皇元年           | 開皇元年             | 開皇元年           | 開皇元年           | 区分               | 大業3年                            |                    |
| ------------------ | ------------------ | ------------------ | ------------------ | ------------------ | -------------------- | ------------------ | ------------------ | ------------------ | ---------------------------------- | ------------------ |
| 州                 | 揚州               | 揚州               | 揚州               | 揚州               | 揚州                 | 揚州               | 霍州               | 郡                 | 淮南郡                             |                    |
| 郡                 | 淮南郡             | 梁郡               | 北譙郡             | 汝陰郡             | 陳留郡               | 北陳郡             | 安豊郡             | 県                 | 寿春県 安豊県 小黄県 長平県 霍丘県 |                    |
| 県                 | 寿春県             | 蒙県               | 北譙県             | 汝陰県             | 浚儀県 小黄県 雍丘県 | 長平県 西華県      | 安豊県 松滋県      | 県                 | 寿春県 安豊県 小黄県 長平県 霍丘県 |                    |

## 唐代
620年（武徳3年）、唐が杜伏威を降すと、淮南郡は寿州と改められた。742年（天宝元年）、寿州は寿春郡と改称された。758年（乾元元年）、寿春郡は寿州の称にもどされた。寿州は淮南道に属し、寿春・安豊・霍山・霍丘・盛唐の5県を管轄した。

## 宋代
1116年（政和6年）、北宋により寿州は寿春府に昇格した。寿春府は淮南西路に属し、寿春・安豊・霍丘・下蔡の4県を管轄した。
金のとき、寿州は南京路に属し、下蔡・蒙城の2県と蒙館鎮を管轄した。

## 元代
1277年（至元14年）、元により寿春府は安豊府と改称された。1291年（至元28年）、安豊府は安豊路総管府に昇格した。安豊路は河南江北等処行中書省に属し、録事司と寿春・安豊・霍丘・下蔡・蒙城の5県と濠州に属する鍾離・定遠・懐遠の3県、合わせて1州8県を管轄した。1366年、朱元璋により安豊路は寿州に降格した。

## 明代以降
明のとき、寿州は鳳陽府に属し、霍丘・蒙城の2県を管轄した。
清のとき、寿州は鳳陽府に属し、属県を持たない散州となった。
1912年、中華民国により寿州は廃止され、寿県と改められた。